# Diggers

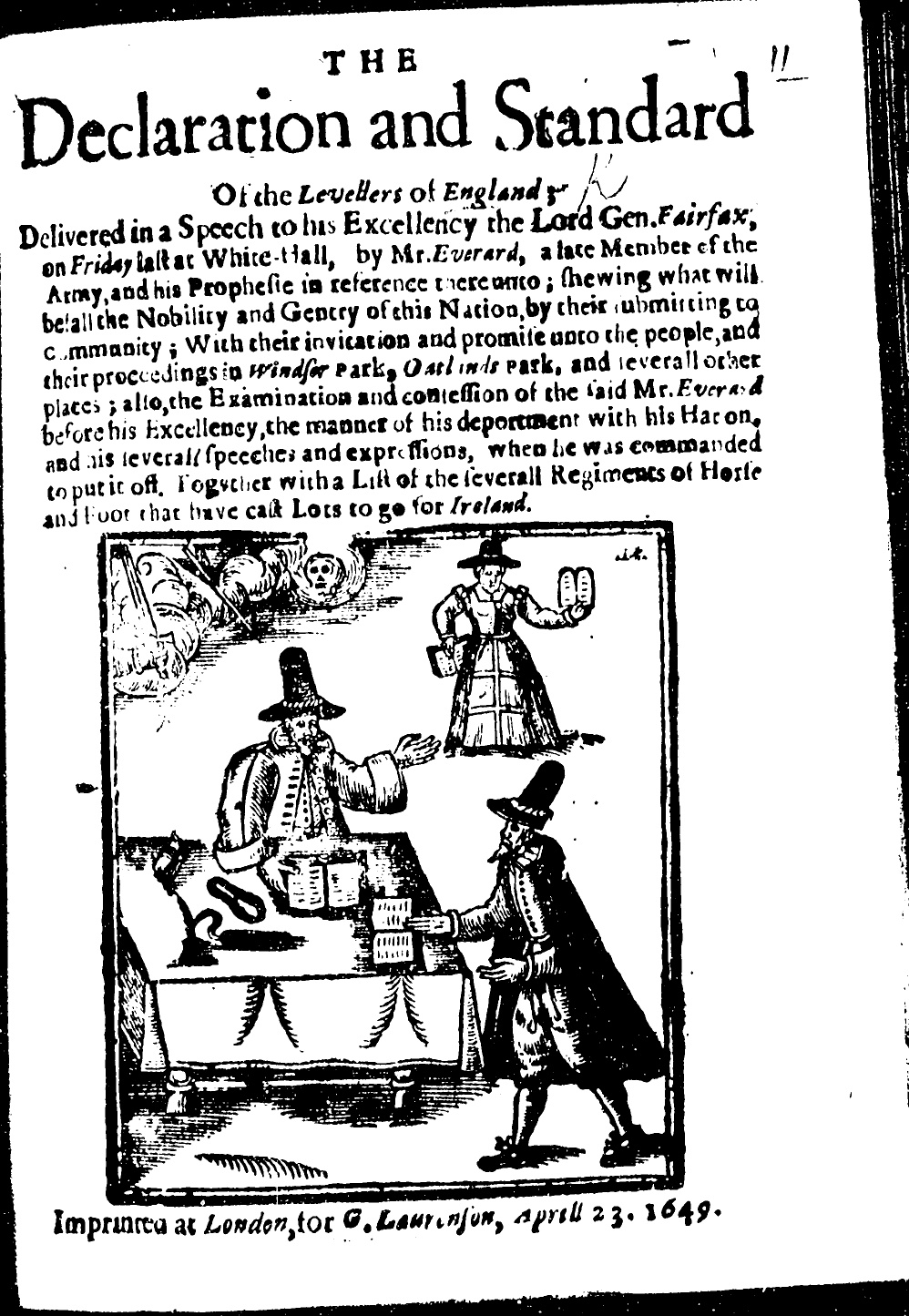
Eine Deklaration der Diggers aus dem Jahr 1649, verfasst von William Everard

Als Diggers (englisch „Umgräber“, „Erdarbeiter“) wurden die Anhänger einer von Gerrard Winstanley 1648 gegründeten christlich-frühkommunistischen Dissenter-Bewegung in England bezeichnet. Sie stellten eine radikale Abspaltung der Levellers dar und nannten sich daher selbst True Levellers. Nach ihrer Auslegung einer Passage aus der Apostelgeschichte des Lukas (Apg 4,32 ) traten sie für eine neue Gesellschaftsordnung ein, die auf Gemeineigentum, der weitgehenden Nivellierung von Besitzunterschieden und einer agrarischen Lebensweise in kleinen, ländlichen Kommunen beruhen sollte.

## Geschichte
Am Ende des Englischen Bürgerkriegs (1642–1649) zwischen dem König und dem Langen Parlament brachen Konflikte innerhalb der siegreichen Parlamentspartei auf. Die Mehrheit der Abgeordneten des Unterhauses versuchte unter Einbeziehung des besiegten Königs Karl I. eine einheitliche presbyterianische Kirchenordnung durchzusetzen. Dies stieß auf den Widerstand großer Teile des Parlamentsheeres. Offiziere und Mannschaften der New Model Army, insbesondere Oliver Cromwell selbst, neigten in religiösen Dingen mehrheitlich dem Kongregationalismus zu, der eine weitgehende Autonomie der Kirchengemeinden vorsah. Anders als die Führer der Armee standen viele einfache Soldaten politisch den frühdemokratischen Levellers nahe, die für das gleiche Wahlrecht aller freien Männer eintraten. Um dieser Bewegung die Spitze zu nehmen und zugleich den König daran zu hindern, Armee und Parlament gegeneinander auszuspielen, betrieben Cromwell und die Führer des Parlamentsheers die Verurteilung und Hinrichtung Karls I., die am 30. Januar 1649 erfolgte. Unter der Bezeichnung Commonwealth of England wurde das Land zur Republik erklärt, in der ein Staatsrat die Funktion des Königs übernahm. Die Elite der Republik entstammte, wie Cromwell selbst, überwiegend der Gentry, dem niederen Landadel. Dieser Schicht gingen die Vorstellungen der Levellers und erst recht der noch radikaleren True Levellers entschieden zu weit. Beide gehörten zu einer Vielzahl von Gruppierungen, die in dieser Zeit der politischen Wirren ihre Vorstellungen zu realisieren versuchten.
Winstanley und fünfzehn Mitstreiter veröffentlichten ein Manifest, in dem sie sich True Levellers nannten, um sich von den Levellers zu unterscheiden, die nur für die politische, nicht aber für die wirtschaftliche Gleichheit eintraten. Winstanley und seine Anhänger besetzten und bearbeiteten in der Folge öffentliches Land. Im April 1649 etwa St George’s Hill in Weybridge, Surrey. Sie verteilten die Erträge ihrer gemeinschaftlichen Arbeit an Bedürftige, da sie auch Handel und Geldwirtschaft abschaffen wollten. Auf diese Weise warben sie für eine umfassende Landreform und die Idee des Gemeineigentums. Nachdem sie damit begonnen hatten, ihre Ideen in Kommunen in Wales und England in die Tat umzusetzen, wurden sie bei Unterstützern wie Gegnern als „Diggers“ bekannt. In ihrem Glauben spielten demokratische, in Ansätzen anarchistische Aspekte eine wesentliche Rolle. Sie gingen davon aus, dass die herrschende Klasse verschwände, sobald alle Engländer in unabhängigen Kommunen zusammenlebten. Sie wäre dann entweder gezwungen, sich den Kommunen anzuschließen oder unterzugehen. Seit 1649 bildeten sich überall in England und Wales Digger-Kommunen, die aber bis 1651 bereits wieder zerschlagen wurden. Meistens waren dafür die lokalen Landadligen verantwortlich, bestärkt durch den Staatsrat des Commonwealth.

## Bewertung aus heutiger Sicht
Laut Hans-Christoph Schröder haben die Diggers „Systemkritik im umfassenden, die sozialökonomische Grundlage der Gesellschaft miteinbeziehenden Sinn betrieben, indem sie die Institution des Privateigentums und das System des ‚Kaufens und Verkaufens‘ als Wurzel aller Übel bezeichneten und zur Zielscheibe ihrer Angriffe machten.“ Der Autor Matthias Rude schreibt: „Innerhalb der Dissenter-Bewegungen kursieren die fortschrittlichsten Ideen der Zeit – neben dem Vegetarismus sind das in einigen Gemeinschaften auch die Gleichstellung der Frauen sowie eine Nacktkultur. Unter den True Levellers gebe es, so ihr Anführer Gerrard Winstanley (1609–1676) im Jahr 1649, ‚tender hearts‘, die es schmerze zu sehen, wie etwa Kühe von den Verwaltern der Gutsbesitzer geschlagen würden. Diese Art der Solidarität mit Tieren und der daraus hervorgehende Vegetarismus ist [...] im England des 17. Jahrhunderts ein Ausdruck politischen und religiösen Dissidententums, und in einigen Strömungen ein fester Bestandteil der revolutionären Bestrebungen.“

## Musikalische Rezeption
In dem Song The World Turned Upside Down von Leon Rosselson, der u. a. von Dick Gaughan interpretiert wurde, leben die Diggers fort. The Diggers' Song wurde von der britischen Band Chumbawamba im A-capella-Stil interpretiert und erschien auf dem Album English Rebel Songs 1381-1914 (1988). Die Berliner Folkband Calibourdaine veröffentlichte 2022 eine Fassung mit einer bretonischen Bombarde (Pommer).

## Weiterführende Literatur
- Lewis H. Berens: The Digger Movement in the Days of the Commonwealth as revealed in the Writings of Gerrard Winstanley, the Digger, Mystic and Rationalist, Communist and Social Reformer. Simpkin, Marshall, Hamilton, Kent & Co. Ltd., London 1906, (Digitalisat).
- Klaus Deppermann: Das Freie Gemeinwesen der Wahren Gleichmacher. Gerrard Winstanley und die Landkommunen der Digger. In: Hans-Jürgen Goertz (Hrsg.): Alles gehört allen. Das Experiment Gütergemeinschaft vom 16. Jahrhundert bis heute (= Beck'sche schwarze Reihe. 289). Beck, München 1984, ISBN 3-406-09289-6, S. 71–91.
- Gerrard Winstanley: Gleichheit im Reiche der Freiheit. Sozialphilosophische Pamphlete und Traktate (= Reclams Universal-Bibliothek. 997). Herausgegeben und mit einem Essay von Hermann Klenner. Aus dem Englischen übertragen von Klaus Udo Szudra. Reclam, Leipzig 1983, (2., korrigierte Auflage. ebenda 1986, ISBN 3-379-00005-1).
- Gernot Lennert: Die Diggers – eine frühkommunistische Bewegung in der englischen Revolution, Libertäre Wissenschaft im Trotzdem Verlag Grafenau 1986, ISBN 3-922209-73-4